# Oktaha
Oktaha ist eine Town im Muskogee County im US-Bundesstaat Oklahoma. Das U.S. Census Bureau hat bei der Volkszählung 2020 eine Einwohnerzahl von 343 ermittelt.

## Geographie
Oktahas geographische Koordinaten sind 35° 35′ N, 95° 29′ W (35.577772, -95.476762). Die Stadt liegt 21 Kilometer südsüdwestlich von Muskogee.
Nach den Angaben des United States Census Bureau hat Oktaha eine Gesamtfläche von 0,78 km2, alles davon ist Land.

## Geschichte
Oktaha ist benannt nach einem Häuptling der Muskogee, Oktarharsars Harjo und war auch unter dem Namen Sands bekannt. Die Stadt entstand 1872 als Haltepunkt der Missouri-Kansas-Texas Railroad. Ab 1900 hatte die Stadt ihr eigenes Postamt. Außerdem entstand ein kleines Geschäftsviertel, das aber Mitte des 20. Jahrhunderts niederging, und als der U.S. Highway 69 um Oktaha herumgeführt wurde, hatte die Stadt noch mehr um ihre Existenz zu kämpfen.

## Demographie
Zum Zeitpunkt des United States Census 2000 bewohnten Oktaha 327 Personen. Die Bevölkerungsdichte betrug 485,6 Personen pro km2. Es gab 127 Wohneinheiten, durchschnittlich 188,6 pro km2. Die Bevölkerung in Oktaha bestand zu 70,95 % aus Weißen, 3,36 % Schwarzen oder African American, 16,82 % Native American, 0,61 % Asian, 0,31 % Pacific Islander, 7,95 % gaben an, anderen Rassen anzugehören und 0 % nannten zwei oder mehr Rassen. 0,31 % der Bevölkerung erklärten, Hispanos oder Latinos jeglicher Rasse zu sein.
Die Bewohner Oktahas verteilten sich auf 110 Haushalte, von denen in 41,8 % Kinder unter 18 Jahren lebten. 60,0 % der Haushalte stellten Verheiratete, 19,1 % hatten einen weiblichen Haushaltsvorstand ohne Ehemann und 16,4 % bildeten keine Familien. 13,6 % der Haushalte bestanden aus Einzelpersonen und in 5,5 % aller Haushalte lebte jemand im Alter von 65 Jahren oder mehr alleine. Die durchschnittliche Haushaltsgröße betrug 2,97 und die durchschnittliche Familiengröße 3,25 Personen.
Die Bevölkerung verteilte sich auf 31,5 % Minderjährige, 8,9 % 18–24-Jährige, 30,0 % 25–44-Jährige, 18,3 % 45–64-Jährige und 11,3 % im Alter von 65 Jahren oder mehr. Der Median des Alters betrug 32 Jahre. Auf jeweils 100 Frauen entfielen 95,8 Männer. Bei den über 18-Jährigen entfielen auf 100 Frauen 83,6 Männer.
Das mittlere Haushaltseinkommen in Oktaha betrug 24.844 US-Dollar und das mittlere Familieneinkommen erreichte die Höhe von 30.556 US-Dollar. Das Durchschnittseinkommen der Männer betrug 23.958 US-Dollar, gegenüber 21.250 US-Dollar bei den Frauen. Das Pro-Kopf-Einkommen belief sich auf 11.174 US-Dollar. 19,1 % der Bevölkerung und 18,5 % der Familien hatten ein Einkommen unterhalb der Armutsgrenze, davon waren 24,1 % der Minderjährigen und 0,0 % der Altersgruppe 65 Jahre und mehr betroffen.

## Persönlichkeiten
- Willard Stone, indianischer Bildhauer, wurde 1916 in Oktaha geboren.[6]

## Belege
1. ↑  Explore Census Data Total Population in Oktaha town; Oklahoma. Abgerufen am 12. Mai 2023.
2. 1 2  Wallace F. Waits, Jr.: Oktaha. In: Encyclopedia of Oklahoma History and Culture. Abgerufen am 17. Januar 2019 (englisch).
3. ↑  J.B. Thoburn, I.M. Holcomb: A History of Oklahoma. Doub & Co., 1908, S. 155.
4. ↑  Annual Estimates of the Resident Population for Incorporated Places: April 1, 2010 to July 1, 2015. Archiviert vom Original am 14. Juli 2016; abgerufen am 17. Januar 2019 (englisch).
5. ↑  Census of Population and Housing. Census.gov, abgerufen am 4. Juni 2015 (englisch).
6. ↑  David C. Hunt: Stone, Willard. In: Encyclopedia of Oklahoma History and Culture. Oklahoma Historical Society, archiviert vom Original am 16. April 2009; abgerufen am 17. Januar 2019 (englisch).